# Kasper Hvidt
Kasper Hvidt (Frederiksberg, 6 de febrer del 1976) és un exjugador d'handbol danès que jugava com a porter. Va ingressar al FC Barcelona el 2007 procedent del Portland San Antonio i va rebre una oferta atractiva de l'AG København, que li va donar molt més temps a casa i a la vida quotidiana, i var deixar la selecció nacional. Amb la fallida d'aquest club l'any 2012, Hvidt va seguir a diversos dels seus companys al KIF Kolding Copenhaguen, on va estar cinc temporades fins a la seva retirada al final de la temporada 2016-17.

## Trajectòria
- 1996-1997: Ajax de Copenhaguen.
- 1997-1998: Club Balonmano Cangas.
- 1998-2000: TBV Lemgo (Alemanya).
- 1999-2004: Ademar de Lleó.
- 2004-2007: Portland San Antonio.
- 2007-2009: FC Barcelona.
- 2009-2012: AG København
- 2012-2017: KIF Kolding Copenhaguen

## Palmarès

### Ademar de Lleó
- 1 Lliga ASOBAL: 2000-2001.
- 1 Copa del Rei: 2000-2001.

### Portland San Antonio
- 1 Lliga ASOBAL: 2004-2005.
- 1 Supercopa ASOBAL: 2005-2006.

### FC Barcelona
- 1 Lliga dels Pirineus: 2007-08.
- 1 Supercopa ASOBAL: 2008-09.

### Amb laselecció danesa
- Medalla de bronze en l'Europeu de Suècia (2002)
- Medalla de bronze en l'Europeu d'Eslovènia (2004)
- Medalla de bronze en l'Europeu de Suïssa (2006)
- Medalla de bronze en el Mundial d'Alemanya (2007)
- Medalla d'or en l'Europeu de Noruega (2008)